# Patrick Grasser
Patrick Grasser (* 1981 in Nürnberg) ist ein deutscher Religionspädagoge und Autor. 

## Leben
Grasser schloss 2005 sein Studium der Religionspädagogik und kirchlichen Bildungsarbeit in Nürnberg ab. Anschließend unterrichtete er evangelische Religionslehre an Grund-, Mittel- und Förderschulen im Dekanat Augsburg, später im Dekanat Fürth, zuletzt an einer Förderschule in Cadolzburg. Seit 2013 ist er Referent für Inklusion am Religionspädagogischen Zentrum Heilsbronn. Er veröffentlicht sowohl Fach- und Kinderbücher als auch Kurzgeschichten und Sachtexte für Erwachsene.
Anfang 2015 war er Mitgründer des WhiskyClub Fränkische Schweiz, dessen Blog er betreibt. 2017 erschien im ars vivendi verlag sein Buch Whiskyland Franken.
Im Sommersemester 2020 schloss er seine Promotion mit einer wissenschaftlichen Arbeit über Inklusion im evangelischen Religionsunterricht an der Julius-Maximilians-Universität Würzburg ab.

## Veröffentlichungen (Auswahl)
- Warum wir Weihnachten feiern. Kirchenfeste kinderleicht verstehen. Kohl, Kerpen 2010, ISBN 978-3-86632-313-1.
- Warum wir Ostern feiern. Kirchenfeste kinderleicht verstehen. Kohl, Kerpen 2010, ISBN 978-3-86632-197-7.
- Trickfilmstudio RU. Trickfilme im Religionsunterricht gestalten und präsentieren. Vandenhoeck & Ruprecht, Göttingen 2011, ISBN 978-3-525-77003-0.
- Tatort Bibel. Religionsunterricht mit Kriminalfällen aus dem Alten und Neuen Testament. Vandenhoeck & Ruprecht, Göttingen 2012, ISBN 978-3-525-77007-8.
- Prinz Leon und der Schwarze Magier. Pano Akourdaleia : bookshouse 2013, ISBN 978-9963-724-23-9.
- Inklusion im Religionsunterricht. Vielfalt leben. Vandenhoeck & Ruprecht, Göttingen 2014, ISBN 978-3-525-70207-9.
- Finja und Kalle retten die Welt. Pano Akourdaleia : bookshouse 2014, ISBN 978-9963-52-367-2.
- Whiskyland Franken. Die Macher. Die Genießer. Die Botschafter. ars vivendi verlag, Cadolzburg 2017, ISBN 978-3-86913-842-8.
- Religion inklusiv unterrichten. Praxisreflexionen kirchlicher Religionslehrkräfte an Inklusionsschulen, Kohlhammer, Stuttgart 2021, ISBN 978-3-17-040624-7.